# Selasphorus
Selasphorus és un gènere d'ocells de la subfamília dels troquilins (Trochilinae) dins la família dels troquílids (Trochilidae).

## Taxonomia
Segons la Classificació del Congrés Ornitològic Internacional (versió 14.1, 2014) aquest gènere està format per 9 espècies, després que l'AOU ubiqués Calliope dins ell: i també Atthis
- colibrí ardent (Selasphorus ardens).
- colibrí cal·líope (Selasphorus calliope).
- colibrí dels volcans (Selasphorus flammula).
- colibrí cuaample (Selasphorus platycercus).
- colibrí d'Elliot (Selasphorus ellioti).
- colibrí d'Heloïsa (Selasphorus heloisa).
- colibrí rogenc (Selasphorus rufus).
- colibrí d'Allen (Selasphorus sasin).
- colibrí llampant (Selasphorus scintilla).